# Kazuya Okazaki
Kazuya Okazaki (jap. 岡崎和也, Okazaki Kazuya; * 10. Mai 1972) ist ein ehemaliger japanischer Radrennfahrer.
Kazuya Okazaki begann seine Karriere 2002 bei dem Radsport-Team Jura Suisse-Nippon Hoddo. In seinem ersten Jahr gewann er zwei Etappen bei der Tour de Hokkaidō. 2003 wurde er Siebter bei der B-Weltmeisterschaft und er konnte die Tour de Okinawa für sich entscheiden. In der Saison 2005 schaffte er es bei der Hokkaido-Rundfahrt auf den zweiten Platz der Gesamtwertung. Ein Jahr später wurde er Vierter bei der Tour of Hainan.

## Palmarès
2002
- Japanischer Meister – Einzelzeitfahren

2003
- Japanischer Meister – Einzelzeitfahren
- Tour de Okinawa

2007
- Japanischer Meister – Einzelzeitfahren

2008
- Japanischer Meister – Einzelzeitfahren

## Teams
- 2002 Jura Suisse-Nippon Hoddo
- 2003 Nippon Hodo
- 2004 Team Nippo
- 2005 Team Nippo

- 2007 Nippo-Meitan Hompo
- 2008 Meitan Hompo-GDR
- 2009 EQA-Meitan Hompo-Graphite Design (bis 30. Juni)

| Personendaten    | Personendaten             |
| ---------------- | ------------------------- |
| NAME             | Okazaki, Kazuya           |
| ALTERNATIVNAMEN  | 岡崎和也 (japanisch)      |
| KURZBESCHREIBUNG | japanischer Radrennfahrer |
| GEBURTSDATUM     | 10. Mai 1972              |